# Нойкирхен, Хайнц
Хайнц Нойкирхен (нем. Heinz Neukirchen; 13 января 1915, Дуйсбург — 8 декабря 1986, Росток) — военный деятель Германии, позже ГДР, в 1961—1963 годах — командующий Фольксмарине ГДР, вице-адмирал (1964 год), писатель.

## Биография
В 1921—1925 годах учился в народной школе в Крефельде, в 1925—1931 годах в средней школе в Дуйсбурге.
В 1932—1933 годах работал внештатным сотрудником в газете «Düsseldorfer Nachrichten».
В 1935 году поступил на службу в Кригсмарине. Окончил школу корабельной артиллерии в Киле.
В 1943—1944 годах служил вахтенным офицером на минном заградителе. В последний год войны в чине обер-лейтенанта командовал охотником за подводными лодками, базировавшимся в Норвегии. Дополнительно командовал батареей морской пехоты.
С 10 мая 1945 года по октябрь 1949 года находился в советском плену.
В 1948—1949 годах посещал Центральную антифашистскую школу для военнопленных в Красногорске, некоторое время был её сотрудником. 7 октября 1949 года возвратился в Германию. В том же году вступил в Национально-демократическую партию Германии (вышел из её рядов в 1961 году). В 1949—1950 годах работал ответственным секретарём управления НДПГ в Мекленбурге. В 1950—1951 годах был заместителем председателя управления НДПГ по Берлину. Одновременно в 1950—1952 годах являлся депутатом Народной палаты ГДР.
1 марта 1951 года Нойкирхен вступил в Морскую полицию, предшественницу будущих Военно-Морских сил Восточной Германии. С 1 мая 1951 года по 30 июня 1952 года он в звании шеф-инспектора руководил штабом Главного Управления Морской полиции. 1 октября 1952 года ему было присвоено звание контр-адмирала. С 1 июля 1952 года по 31 июля 1954 года Нойкирхен занимал должность начальника штаба Морской народной полиции.
В 1954—1956 годах проходил обучение в Военно-морской академии им. К. Е. Ворошилова в Ленинграде.
После возвращения в ГДР служил с 1 июля 1956 года по 31 июля 1961 года начальником штаба и заместителем командующего ВМС ГДР.
С 1 августа 1961 года по 24 февраля 1963 года, когда контр-адмирал Вильгельм Эйм проходил обучение в Военно-морской академии им. К. Е. Ворошилова, Нойкирхен занимал должность командующего Фольксмарине. 1 марта 1964 года получил звание вице-адмирала. 30 ноября 1965 года был уволен в отставку.
В 1965—1976 годах занимал должность президента дирекции по вопросам судоходства и портового хозяйства ГДР. В 1965—1967 годах одновременно был первым председателем футбольного клуба «Ганза» Росток.
Является автором большого числа книг по морской тематике. Его книга «Пираты: Морской разбой на всех морях» вышла на русском языке в 1980 году.

## Семья
В 1959 году женился на Ирмгард Нойкирхен, матери шести детей от предыдущего брака.

## Воинские звания
- Шеф-инспектор — 1 мая 1951 года;
- Контр-адмирал — 1 октября 1952 года;
- Вице-адмирал — 1 марта 1964 года.

## Награды
- Орден За заслуги перед Отечеством в бронзе.